# Karin Felbermayr
Karin Felbermayr (* 1976 in München) ist eine bildende Künstlerin. 
Sie studierte von 1998 bis 2003 an der Akademie der Bildenden Künste München bei Olaf Metzel und der Ungarischen Akademie der Bildenden Künste bei János Sugár. Von 2003 bis 2005 studierte sie an der Akademie der bildenden Künste Wien bei Heimo Zobernig, wo sie ihr Diplom mit Auszeichnung bestand. Seitdem lebt und arbeitet sie in Wien und Berlin.
Sie erhielt 2002 den 2. Preis beim Deutschen Studienpreis der Körber-Stiftung zum Thema 'Bodycheck. Wie viel Körper braucht der Mensch?'. 2007 ist sie Preisträgerin der Tisa von der Schulenburg-Stiftung.

## Veröffentlichungen
- Stereotype as a Masquerade Verbrecher Verlag, Berlin 2006
- Performative Elements Verbrecher Verlag, Berlin 2007